# لينا اندكفيست
لينا اندكفيست (8 يناير 1993 بالسويد - ) هي لاعبة كرة قدم سويدية في مركز حراسة المرمى.

## وصلات خارجية
- لينا اندكفيست على موقع قاعدة بيانات كرة القدم.إي يو (الإنجليزية)
- لينا اندكفيست على موقع Soccerway.com (الإنجليزية)